# Astara (rajón)
Astara  je rajón na jihovýchodě Ázerbájdžánu, v blízkosti hranic s Íránem.

## Města a vesnice v rajónu
Astara, Ərcihan, Pensər, Şahağac, Tənkərad, Aşxanakeran, Palisad, Tankerud, Kijoba, Arçevan kəndləridir, Kijəbə qəsəbə, Kijəbə, Burzuənd, Xıçaso, Noyabud, Ojakəran, Ovala, Sipiyaəlfatik, Şəmətük, Tüləküvan, Vənəşikəş, Artupa